# Bracon defensor
Bracon defensor är en stekelart som först beskrevs av Fabricius 1775.  Bracon defensor ingår i släktet Bracon och familjen bracksteklar. Inga underarter finns listade.